# Endopsammia pourtalesi
Endopsammia pourtalesi är en korallart som först beskrevs av John Wyatt Durham och Barnard 1952.  Endopsammia pourtalesi ingår i släktet Endopsammia och familjen Dendrophylliidae. IUCN kategoriserar arten globalt som otillräckligt studerad. Inga underarter finns listade i Catalogue of Life.